# موا (مدينة)

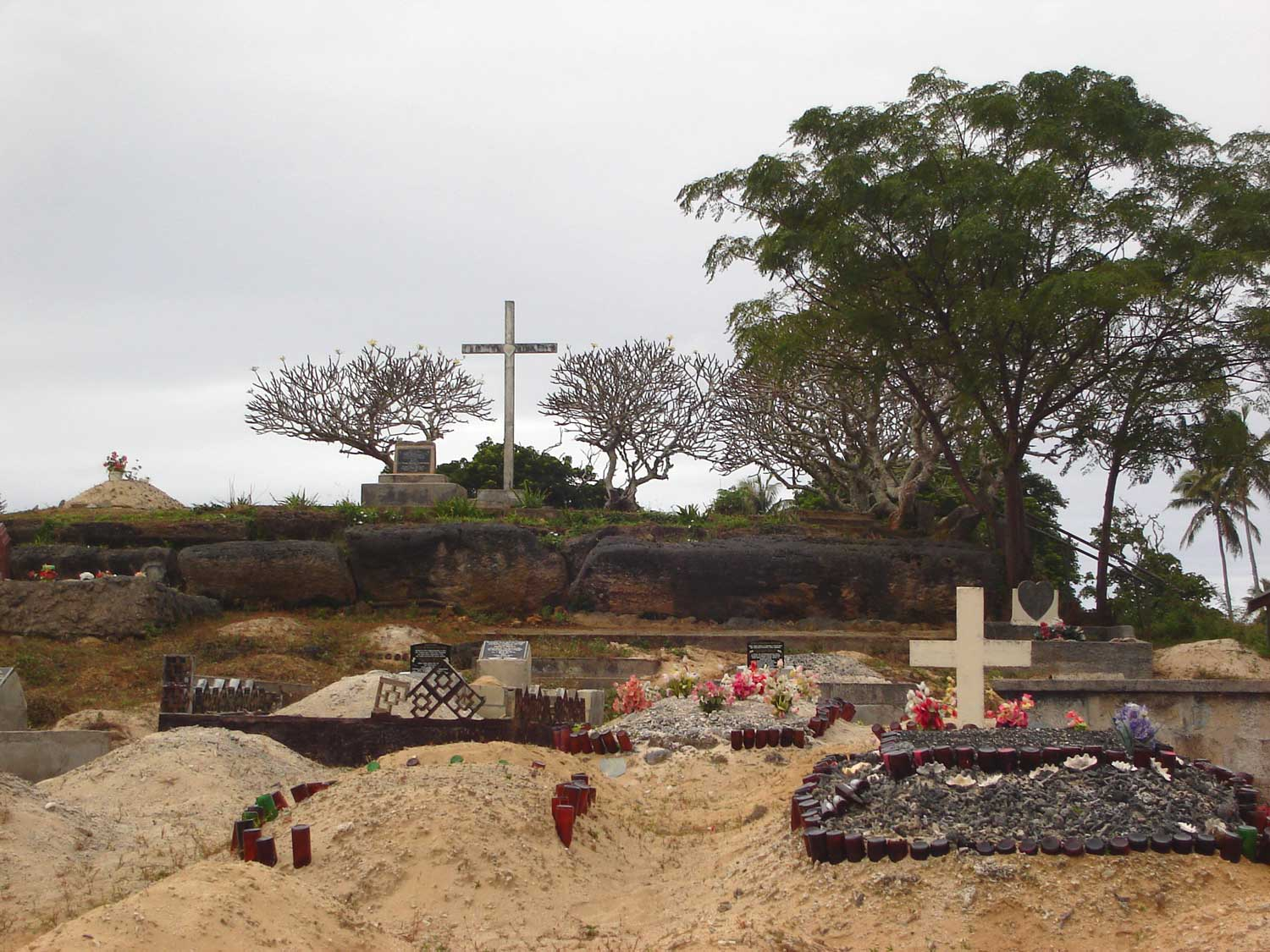

موا هي مدينة تبلغ ساكنتها حوالي 5000 نسمة وتقع في الجزء الشرقي من جزيرة تونجاتابو، مملكة تونغا. لديها أهمية كبيرة من الناحية التاريخية، كما كانت من قبل عاصمة الإمبراطورية تونغا توي. يوجد بها 30 قبرا لملوك العصر الإمبراطوري.

## تاريخ
شكلت مدينة موا مركزا للثقافة المحلية «لابيتا» منذ حوالي 2000 سنة ، وكانت المدينة عاصمة الإمبراطورية تونغا توي السادس عشر إلى القرن التاسع عشر ليتم نقل العاصمة إلى المقر الحالي في نوكو ألوفا منذ عام 1845.